# Edward Ellington

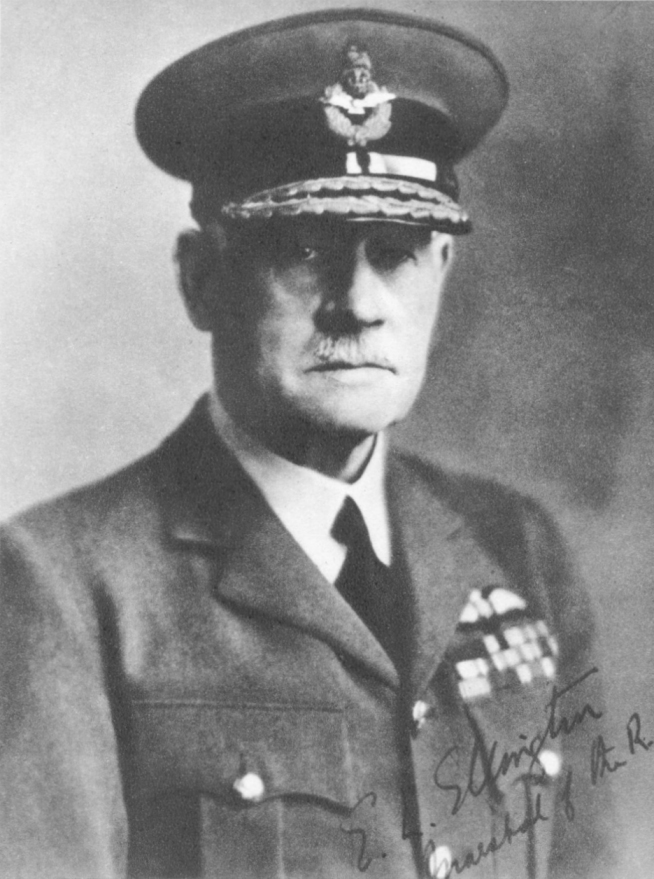
Marshal of the RAF Sir Edward Ellington

Sir Edward Leonard Ellington, GCB, CMG, CBE (* 30. Dezember 1877 in Kensington, London; † 13. Juni 1967 in Wandsworth Town, London Borough of Wandsworth) war ein britischer Marshal of the Royal Air Force, der unter anderem von 1931 bis 1933 Air Member for Personnel, zwischen 1933 und 1937 Chef des Luftwaffenstabes (Chief of the Air Staff) sowie zuletzt zwischen 1937 und 1939 Generalinspekteur der Luftstreitkräfte (Inspector-General of the RAF) war.

## Leben

### Militärische Ausbildung und Zeit vor dem Ersten Weltkrieg
Ellington absolvierte nach dem Schulbesuch eine Offiziersausbildung an der Royal Military Academy Woolwich und trat am 1. September 1897 als Leutnant (Second Lieutenant) in die Royal Field Artillery ein, wo er am 1. September 1900 zum Oberleutnant (Lieutenant) sowie am 27. April 1904 Hauptmann (Captain) befördert wurde. Nachdem er 1908 das Royal Naval War College in Portsmouth absolviert hatte, wechselte er am 24. August 1909 als Stabshauptmann in das Kriegsministerium (War Office) und wurde dort am 9. August 1910 Generalstabsoffizier 3.
Nachdem Ellington am 1. Oktober 1912 mit dem Zertifikat-Nr. 305 seine fliegerische Ausbildung beim Royal Aero Club abgeschlossen hatte, wurde er im November 1912 Sekretär des Luftfahrtausschusses sowie am 8. Mai 1913 Generalstabsoffizier 2 in der Abteilung für militärische Luftfahrt des Kriegsministeriums. Am 17. Dezember 1913 besuchte er die Zentrale Flugschule (Central Flying School) und wurde in die Reserve des Royal Flying Corps (RFC) versetzt, der Heeresfliegertruppe der British Army.

### Erster Weltkrieg
Nach seiner Beförderung zum Major wurde Ellington zu Beginn des Ersten Weltkrieges am 5. Oktober 1914 stellvertretender assistierender Generalquartiermeister im Hauptquartier der Expeditionsstreitkräfte (British Expeditionary Force) in Frankreich sowie am 6. März 1915 stellvertretender Adjutant und Generalquartiermeister der 2. Kavalleriedivision und nahm mit dieser von April bis Mai 1915 an der zweiten Flandernschlacht teil. Aufgrund seiner Verdienste wurde er am 19. Oktober sowie am 9. Dezember 1914 im Kriegsbericht erwähnt (Mentioned in dispatches). Darüber hinaus wurde ihm zwischenzeitlich am 3. November 1914 das Ritterkreuz der französischen Ehrenlegion verliehen.
Anschließend fungierte er vom 22. Juli 1915 bis zum 5. Februar 1916 als Generalstabsoffizier 2 in der 2. Armee (Second Army). In dieser Zeit wurde er am 1. Januar 1916 abermals im Kriegsbericht erwähnt. Er war zwischen dem 5. Februar 1916 und dem 17. Januar 1917 Generalstabsoffizier 1 im Büro des Chefs des Imperialen Generalstabes, Feldmarschall William Robertson. Als solcher wurde er am 3. Juni 1916 Companion des Order of St. Michael and St. George (CMG). Er fand vom 14. Januar bis zum 20. November 1917 Verwendung als Stabsoffizier in dem in Frankreich eingesetzten VIII Corps und erhielt in dieser Zeit am 1. Juni 1917 den Sankt-Stanislaus-Orden Zweiter Klasse des Russischen Kaiserreiches.
Anschließend kehrte Ellington am 20. November 1917 ins Kriegsministerium zurück und war als Nachfolger von Sefton Brancker dort zunächst stellvertretender Generaldirektor sowie seit dem 18. Januar 1918 Nachfolger von John Salmond als Generaldirektor der Abteilung für militärische Luftfahrt. In dieser Verwendung wurde er am 11. Dezember 1917 abermals im Kriegsbericht erwähnt. Im Anschluss wurde er am 10. April 1918 zunächst kommissarischer Generalkontrolleur für Ausrüstung sowie zuletzt vom 22. August 1918 bis zum 1. April 1919 erneut als Nachfolger von Sefton Brancker Generalkontrolleur für Ausrüstung. Am 1. Januar 1919 wurde er zudem Companion des Order of the Bath (CB).

### Wechsel zur RAF und Nachkriegszeit
Am 1. April 1919 wechselte Ellington zur Royal Air Force und wurde zum Generalmajor (Air Vice Marshal) befördert, wobei die Beförderung auf das Gründungsdatum der RAF am 1. April 1918 zurückdatiert wurde. Zugleich wurde er am 1. April 1919 Generaldirektor der Abteilung für Versorgung und Forschung im Kriegsministerium und übte diese Funktion bis zum 1. März 1922 aus. Während dieser Zeit wurde er am 3. Juni 1919 auch Commander des Order of the British Empire (CBE) sowie am 5. Juni 1920 zum Knight Commander des Order of the Bath (KCB) geschlagen, so dass er fortan den Namenszusatz „Sir“ führte.
Nach seinen langjährigen Stabs- und Ministeriumsverwendungen übernahm Ellington am 1. März 1922 seinen ersten Kommandeursposten, und zwar als Nachfolger von Air Vice Marshal Geoffrey Salmond als Kommandeur (Air Officer Commanding) der Luftstreitkräfte im Mittleren Osten (RAF Middle East Command). In dieser Verwendung blieb er bis zum 5. November 1923, woraufhin Air Vice Marshal Oliver Swann seine Nachfolger antrat. Er selbst fungierte als Nachfolger von Air Vice Marshal Philip Game vom 5. November 1923 bis zu seiner erneuten Ablösung durch Air Vice Marshal Geoffrey Salmond am 3. November 1926 als Kommandeur der Luftstreitkräfte in Indien (RAF India). Danach löste er am 3. November 1926 Air Vice Marshal John Frederick Andrews Higgins als Kommandeur der Luftstreitkräfte im Irak (RAF Iraq Command) und verblieb auf diesem Posten bis zum 19. November 1928, worauf Air Vice Marshal Robert Brooke-Popham die Nachfolge antrat. Anschließend verblieb er noch überplanmäßig im Hauptquartier des RAF Iraq Command.

### Chief of the Air Staff und Marshal of the Royal Air Force
Nach seiner Rückkehr nach Großbritannien trat Ellington am 1. Februar 1929 die Nachfolger von Air Vice Marshal Francis Rowland Scarlett als Oberkommandierender (Air Officer Commanding in Chief) der Luftverteidigungskommandos ADGB (Air Defence of Great Britain) und bekleidete diesen Posten, bis er am 26. September 1931 zum dritten Mal Air Marshal Geoffrey Salmond abgelöst wurde. Während dieser Zeit wurde er am 1. Juli 1929 selbst zum Generalleutnant (Air Marshal) befördert und war darüber hinaus vom 27. Februar 1930 bis zum 1. Dezember 1933 zusätzlich Leitender Aide-de-camp von König Georg VI. für die Luftwaffe. Daraufhin übernahm er am 26. September 1931 als Nachfolger von Air Vice Marshal Tom Webb-Bowen das Amt des Air Member for Personnel und war damit bis zum 22. Mai 1933 im Luftwaffenstab für Personalangelegenheiten zuständig. Während dieser Zeit erfolge am 1. Januar 1933 seine Beförderung zum General (Air Chief Marshal). Sein Nachfolger als Air Member for Personnel wurde am 31. Juli 1933 Air Vice Marshal Frederick Bowhill.
Ellington selbst trat am 22. Mai 1933 die Nachfolge von Marshal of the Royal Air Force John Salmond als Chef des Luftwaffenstabes (Chief of the Air Staff) an und wurde als solcher am 1. Januar 1937 ebenfalls zum Luftmarschall (Marshal of the Royal Air Force) befördert, den höchsten Dienstgrad der Royal Air Force. Am 3. Juni 1935 wurde er zum Knight Grand Cross des Order of the Bath (GCB) erhoben. Sein Nachfolger als Chef des Luftwaffenstabes wurde am 1. September 1937 Air Chief Marshal Cyrill Newall. Zuletzt wurde er am 1. September 1937 Nachfolger des mittlerweile zum Air Chief Marshal beförderten Robert Brooke-Popham als Generalinspekteur der Luftstreitkräfte (Inspector-General of the RAF) und bekleidete diese Funktion bis zu seiner Ablösung durch Air Chief Marshal Charles Burnett (Offizier) am 4. April 1940, kurz vor dem Beginn der Luftschlacht um England. Am 4. Juli 1940 trat er endgültig in den Ruhestand.